# Stuart Pearce
Stuart Pearce (Londres, Inglaterra, 24 de abril de 1962) es un exfutbolista y entrenador inglés que se desempeñaba como lateral izquierdo o defensa central. Hasta 2022 fue segundo entrenador de David Moyes en el West Ham United de la Premier League inglesa. 
También era conocido con el apodo de Psycho, un apodo dado por los hinchas del Nottingham Forest por su forma de jugar y que luego usaron todos los aficionados ingleses. Es recordado por los dos penales, el primeor, fue el que evitó en Italia 90 y el segundo, en la Eurocopa del 96.
En el año 2000 editó su autobiografía  Psycho: the autobiography.

## Trayectoria

### Jugador
| Club              | País       | Año         | Partidos | Goles |
| Wealdstone FC     | Inglaterra | 1978 - 1983 | 176      | 10    |
| Coventry City     | Inglaterra | 1983 - 1985 | 52       | 4     |
| Nottingham Forest | Inglaterra | 1985 - 1997 | 401      | 63    |
| Newcastle United  | Inglaterra | 1997 - 1999 | 37       | 1     |
| West Ham United   | Inglaterra | 1999 - 2001 | 42       | 2     |
| Manchester City   | Inglaterra | 2001 - 2002 | 38       | 3     |

### Entrenador
| Equipo                           | País        | Año         |
| -------------------------------- | ----------- | ----------- |
| Manchester City                  | Inglaterra  | 2005 - 2007 |
| Selección de Inglaterra Sub-21   | Inglaterra  | 2007 - 2013 |
| Selección del Reino Unido Sub-23 | Reino Unido | 2012        |
| Nottingham Forest FC             | Inglaterra  | 2014-2015   |